# Piermont (Nowy Jork)
Piermont – wieś w Stanach Zjednoczonych, w stanie Nowy Jork, w hrabstwie Rockland.